# Yukimi Daifuku
Yukimi Daifuku (tiếng Nhật: 雪見だいふく"daifuku ngắm tuyết") là một thương hiệu kem mochi được sản xuất bởi Lotte. Nó bao gồm một viên kem sữa đá vani được gói trong một lớp mỏng của bánh mochi sau đó được ngâm trong sữa dừa. Lotte ban đầu đã tạo ra Watabōshi (tiếng Nhật: わたぼうし "mũ bông hoặc phủ tuyết"), một loại kem cỡ nhỏ được bọc trong một lớp kẹo dẻo mỏng vào năm 1980. Kẹo dẻo nhanh chóng được thay thế bởi mochi vì nó phổ biến hơn ở Nhật Bản và công ty đã hoàn thiện công nghệ để giữ cho mochi mềm ở nhiệt độ đóng băng vào năm 1981.
Nó có ba kích cỡ: một hộp bằng giấy cứng chứa hai miếng kem, với một muỗng nhựa để ăn; hộp "yukimi daifuku nhỏ" với chín loại kem nhỏ hơn với 9 cái muỗng; và "hộp ba màu yukimi daifuku" (雪見だいふくプチ3色 Yukimi Daifuku Puchi San-iro) chứa ba loại: một kem trà xanh, một kem sô-cô-la, và một kem vani. Nhiều người tỏ ra ưa thích hương vị ngọt ngào của vani.
Ngoài hương vani thông thường còn có sữa dâu, nguyên liệu sô cô la gấp ba, tokachi azuki, và sô-cô-la nguyên liệu thô.
Yukimi daifuku thông thường, sữa dâu, và nguyên liệu sô-cô-la gấp ba lần có trong bao bì gồm hai miếng (mỗi miếng 47 mL). Tokachi azuki và hương vị sô-cô-la nguyên liệu thô có trong cùng một bao bì như hộp mini chứa chín miếng với 30 mL mỗi miếng.
Trong mùa hanami (ngắm hoa anh đào), một dạng kem theo mùa với kem dâu tây đã được bán.
Yukimi là một hoạt động theo mùa ở Nhật Bản, tương tự như hanami, nhưng là ngắm tuyết rơi. Tên gọi là một trò chơi theo tsukimi daifuku (月見大福, "ngắm trăng daifuku"), tức là ăn các đồ ngọt truyền thống khi ngắm trăng.